# Držková
Držková (in tedesco Derschkowa) è un comune della Repubblica Ceca facente parte del distretto di Zlín, nella regione di Zlín.